# 鑼鼓經
鑼鼓經是中國傳統器樂及戲曲裏面常用的打擊樂記譜方法，以中文字的聲音模擬敲擊樂的聲音，紀錄打擊樂的各種不同的演奏方法。

## 應用
鑼鼓是戲曲節奏的支柱，除了加強演員身段動作的節奏感，也作為音樂的引子和尾聲，提示音樂的板式和速度，以及作為唱腔和唸白的伴奏，令詩句的韻律更加抑揚頓銼，段落分明。鑼鼓的運用有約定俗成的程式，依照角色行當的身份、性格、情緒以及環境，配合相應的鑼鼓點。鑼鼓亦可以模仿大自然的音響效果，如雷電、波浪等等。

## 編制
戲曲鑼鼓所運用的敲擊樂器主要分為板鼓、鑼、鐃鈸和板四類型：鼓類包括有單皮鼓（板鼓）、大鼓、大堂鼓(唐鼓)、小堂鼓、懷鼓、花盆鼓等；鑼類有大鑼、小鑼(手鑼)、鉦鑼、篩鑼、馬鑼、鏜鑼、雲鑼；鈸類有鐃鈸、大鈸、小鈸、水鈸、齊鈸、鑔鈸、鉸子、碰鐘等；打拍子用的檀板、木魚、梆子等。因為京劇的鑼鼓通常由四位樂師負責，又稱為四大件，領奏的師傅稱為：「鼓佬」，其職責有如西方樂隊的指揮，負責控制速度以及利用各種手勢提示樂師演奏不同的鑼鼓點。粵劇吸收了部份京劇的鑼鼓，但以木魚和沙的代替了京劇的板和鼓，作為打拍子的主要樂器。

## 口訣用字
以下是京劇、崑劇和粵劇鑼鼓中樂器對應的口訣用字：
| 京劇/崑劇口訣 | 粵劇口訣              | 板 | 鼓             | 大鑼 | 小鑼       | 钹         | 大、小木鱼 | 战鼓 | 卜魚／板 | 沙的 | 雙皮鼓／梆鼓 |
| ------------- | --------------------- | -- | -------------- | ---- | ---------- | ---------- | ---------- | ---- | -------- | ---- | ------------ |
| 扎/衣/一      | (不适用)              | 击 | －             | －   | －         | －         | －         | －   | －       | －   | －           |
| 大/达/答      | (不适用)              | － | 单击           | －   | －         | －         | －         | －   | －       | －   | －           |
| 哆            | (不适用)              | － | 单弱击         | －   | －         | －         | －         | －   | －       | －   | －           |
| 隆咚          | (不适用)              | － | 重击再弱击     | －   | －         | －         | －         | －   | －       | －   | －           |
| 八/崩         | (不适用)              | － | 双击           | －   | －         | －         | －         | －   | －       | －   | －           |
| 大八          | (不适用)              | － | 左右分别击     | －   | －         | －         | －         | －   | －       | －   | －           |
| 嘟            | (不适用)              | － | 左右快速分别击 | －   | －         | －         | －         | －   | －       | －   | －           |
| 拉            | (不适用)              | － | 左右滚击       | －   | －         | －         | －         | －   | －       | －   | －           |
| 仓            | 旁                    | － | －             | 击   | （或击）   | （或击）   | －         | －   | －       | －   | －           |
| 匡            | 撑/仓 (读作“创”)      | － | －             | 哑音 | 哑音       | 哑音       | －         | －   | －       | －   | －           |
| 空            |                       | － | －             | 闷音 | 闷音       | 闷音       | －         | －   | －       | －   | －           |
| 倾            |                       | － | －             | 轻击 | （或轻击） | （或轻击） | －         | －   | －       | －   | －           |
| 台            | 昌、叮 (读作“顶响切”) | － | －             | －   | 击         | －         | －         | －   | －       | －   | －           |
| 令            |                       | － | －             | －   | －         | 弱击       | －         | －   | －       | －   | －           |
| 七/才         | 查/七 (读作“慈悲切”)  | － | －             | －   | （或击）   | 击         | －         | －   | －       | －   | －           |
| 扑            |                       | － | －             | －   | －         | 闷击       | －         | －   | －       | －   | －           |
| (不适用)      | 朴、的                | － | －             | －   | －         | －         | 击         | －   | －       | －   | －           |
| (不适用)      | 东                    | － | －             | －   | －         | －         | －         | 击   | －       | －   | －           |
| (不适用)      | 局/角/各              | － | －             | －   | －         | －         | －         | －   | 击       | －   | －           |
| (不适用)      | 的                    | － | －             | －   | －         | －         | －         | －   | －       | 击   | －           |
| (不适用)      | 得                    | － | －             | －   | －         | －         | －         | －   | －       | －   | 击           |

## 多樣性
除了京劇、閩劇、粵劇等少數劇種外，很多地方的鑼鼓經已瀕臨失傳。
拿崑劇的鑼鼓來說，不僅樂器京劇化，鑼鼓經的唱唸亦京劇化，行當內稱之為“崑戲京鑼”
除此之外，一些地方上像是蘇南的十番鼓所用鑼鼓唱唸口訣，也是類似情況。

## 鑼鼓點
鑼鼓經中，常用的節奏型稱為「鑼鼓點」。

## 外部連結
- 粵劇常用鑼鼓點
- （页面存档备份，存于）粵劇合士上-鑼鼓點
- 翁柏偉：論鑼鼓經符號體系的意義建構與內容表述[永久]
- 中文大學音樂系《戲曲資料中心通訊》第四期：戲曲鑼鼓專輯 （页面存档备份，存于）

1. ↑  从昆曲京锣现象看昆剧锣鼓的历史变化 https://m.fx361.com/news/2019/1012/7834926.html （页面存档备份，存于）
2. ↑  昆剧锣鼓的历史嬗变——从“昆戏京锣”现象谈起（朱为总）http://blog.sina.com.cn/s/blog_4c68c43a010134qp.html （页面存档备份，存于）